# Rob Murray
Robert Allan „Rob“ Murray (* 4. April 1967 in Toronto, Ontario) ist ein ehemaliger kanadischer Eishockeyspieler sowie derzeitiger -trainer und -funktionär, der im Verlauf seiner aktiven Karriere zwischen 1984 und 2003 unter anderem 116 Spiele für die Washington Capitals, Winnipeg Jets und Phoenix Coyotes in der National Hockey League (NHL) auf der Position des Centers bestritten hat. Hauptsächlich spielte Murray in der American Hockey League (AHL), wo er über 1.110 Partien absolvierte und deren Hall-of-Fame-Mitglied er seit 2017 ist. Seit 2003 arbeitet er als Trainer und ist seit Beginn der Saison 2017/18 Cheftrainer und Director of Hockey Operations der Tulsa Oilers aus der ECHL.

## Karriere
Murray verbrachte seine Juniorenkarriere zwischen 1984 und 1987 bei den Peterborough Petes in der Ontario Hockey League. Nachdem der Mittelstürmer im NHL Entry Draft 1985 in der dritten Runde an 85. Stelle von den Washington Capitals aus der National Hockey League ausgewählt worden war, verbrachte er seine erste Profisaison bei den Fort Wayne Komets in der International Hockey League. Die Saison 1988/89 stand Murray im Kader der Baltimore Skipjacks in der American Hockey League; mit Beginn der folgenden Spielzeit pendelte er dann zwischen dem Kader der Skipjacks und dem NHL-Kader des Hauptstadtklubs aus Washington.
Die Zeit des Angreifers in Washington, D.C. endete mit dem NHL Expansion Draft 1991, bei dem er von den Minnesota North Stars ausgewählt wurde. Diese transferierten ihn nur einen Tag nach dem Draft zu den Winnipeg Jets und erhielten dafür im Gegenzug ein Siebtrunden-Wahlrecht im NHL Entry Draft 1991. In Diensten der Jets war Murray in den folgenden Jahren ebenfalls für den NHL-Kader sowie das Farmteam Moncton Hawks in der AHL aktiv. Mit dem Wechsel des Kooperationspartners spielte der Kanadier ab der Saison 1994/95 für die Springfield Falcons in der AHL. Wenig später wechselten seine Transferrechte an die Phoenix Coyotes, nachdem das Franchise aus Winnipeg dorthin umgesiedelt worden war. Für die Coyotes bestritt der Center lediglich 13 Spiele, war sonst als Mannschaftskapitän aber bis zum November 1999 fester Bestand der Falcons in der AHL.
Kurz nach Beginn der Saison 1999/2000 wurde Murray im letzten Jahr seines laufenden Vertrags im Tausch für Éric Houde zu den Edmonton Oilers transferiert. Dort kam er bis zum Saisonende im Farmteam Hamilton Bulldogs zum Einsatz, ehe er im Sommer 2000 als Free Agent zu den Philadelphia Flyers wechselte. Diese setzten ihn ausschließlich bei den Philadelphia Phantoms in der AHL ein, jedoch bestritt er auch wieder Partien für die Springfield Falcons, an die er im Februar 2001 bis zum Saisonende ausgeliehen worden war. Im Sommer 2001 schloss sich Murray als Free Agent den Calgary Flames an, kam aber dort ebenfalls nur zu Einsätzen im Farmteam Saint John Flames. Seine letzte Profispielzeit verbrachte er schließlich bei den Springfield Falcons. Nach der Saison 2002/03 beendete er seine aktive Karriere.
Im Anschluss an seine Profilaufbahn verfolgte Murray eine Karriere als Trainer. Mit Beginn der Spielzeit 2003/04 war er Assistenztrainer der Providence Bruins in der AHL unter Cheftrainer Scott Gordon. Diesen beerbte er zur Saison 2008/09 in dieser Position für die folgenden drei Jahre. Anschließend war Murray von 2011 bis 2017 Trainer der Alaska Aces in der ECHL, die er 2014 zum Gewinn des Kelly Cups führte. Darüber hinaus wurde er 2012 als bester Trainer der Liga mit dem John Brophy Award ausgezeichnet. Diese Auszeichnung teilte er sich mit John Wroblewski. Seit Beginn des Spieljahres 2017/18 ist der Kanadier hauptverantwortlicher Trainer und Director of Hockey Operations der Tulsa Oilers aus der ECHL.
Im Jahr 2017 wurde Murray mit der Aufnahme in die AHL Hall of Fame für seine herausragende Karriere in dieser Liga ausgezeichnet. Zwischen 1988 und 2003 absolvierte er 1104 Spiele für sechs verschiedene Klubs, in denen er 500 Scorerpunkte erzielte. Unter anderem war er als Mannschaftskapitän in vier der sechs Franchises tätig. Seine Rückennummer 23 wurde im Jahr 2007 von den Springfield Falcons offiziell gesperrt und an keinen anderen Spieler mehr vergeben.

## Erfolge und Auszeichnungen
| - 1997 Teilnahme am AHL All-Star Classic - 2012 John Brophy Award (gemeinsam mit John Wroblewski) - 2012 ECHL First All-Star Team (als Cheftrainer; gemeinsam mit John Wroblewski) - 2013 Teilnahme am ECHL All-Star Game (als Cheftrainer) | - 2014 Kelly-Cup-Gewinn mit den Alaska Aces (als Cheftrainer) - 2017 Aufnahme in die AHL Hall of Fame - 2019 ECHL General Manager of the Year Award |

## Karrierestatistik
(Legende zur Spielerstatistik: Sp oder GP = absolvierte Spiele; T oder G = erzielte Tore; V oder A = erzielte Assists; Pkt oder Pts = erzielte Scorerpunkte; SM oder PIM = erhaltene Strafminuten; +/− = Plus/Minus-Bilanz; PP = erzielte Überzahltore; SH = erzielte Unterzahltore; GW = erzielte Siegtore; 1 Play-downs/Relegation; Kursiv: Statistik nicht vollständig)